# Parc d'Arménie (Montpellier)
Le parc d'Arménie est un parc de la ville de Montpellier. Inaugurée en mai 2022, elle rend en hommage à l'amitié entre la ville de Montpellier et l'Arménie. 

## Situation et accès
Il est situé à côté de l'Hôtel de ville.

## Odonymie: origine du nom
Son nom lui a été donné par la ville de Montpellier en gage d'amitié pour l'Arménie.

## Historique
Le parc d'Arménie remplace en mai 2022 l'ancien jardin public de l'Hôtel de ville. Il est inauguré le 15 mai 2022 par le maire de Montpellier Michaël Delafosse en présence de Hasmik Tolmajian, ambassadrice d'Arménie en France, ou encore du sénateur Hussein Bourgi.
D'autres personnalités importantes de la diaspora arménienne de France et de Montpellier y étaient présents comme Hakob Harutyunyan, président de l'amicale arménienne de Montpellier ou encore l'historien Gérard Dédéyan (Université Paul-Valéry), qui est aussi président d'honneur de l'amicale arménienne de Montpellier.
En février 2023, afin de consolider les liens entre ce parc et l'Arménie, des plants d'abricotiers et de grenadiers, tous deux symboles végétaux de l'Arménie ont été plantés.